# Franz von Zahlheim
Franz de Paula Zaglauer von Zahlheim (* 2. November 1754 in Wien; † 10. März 1786 ebenda) war ein österreichischer Beamter, Heiratsschwindler, Dieb und Mörder. Er war der Letzte, der in Österreich gerädert wurde.

## Leben

### Familie
Die Familie Zahlheim (auch „Zahlheimb“ geschrieben) kam ursprünglich aus der Markgrafschaft Mähren und hatte sich nach der Zweiten Wiener Türkenbelagerung 1683 in Wien niedergelassen. Aufgrund der Verdienste Raimund Sebastian Zogelauers (später Sebastian von Zahlheim), „äußerer Rath und Bürger in Wien“, war die Familie 1719 in den erblichen Adelsstand erhoben worden. Dessen Sohn, ein Onkel Franz Zahlheims, war der wohlhabende Johann Adam Zaglauer von Zahlheim (1694–1743), der 1737 bis 1741 Wiener Bürgermeister war. Zur gleichen Zeit war ein weiterer Onkel, Johann Andreas von Zahlheim, Stadtrichteramtsverwalter zu Wien. Die Familie hatte bis Mitte des 18. Jahrhunderts ein beachtliches Vermögen angesammelt, darunter ein Brauhaus, Weingärten in Breitenbrunn am Neusiedler See, sowie mehrere Häuser in Wien.

### Kindheit und Werdegang
Franz von Zahlheim wurde 1754 als Sohn des Stadtmaut-Inspektors Franz Josef von Zahlheim (1708–1785) und dessen Ehefrau Anna Katharina (geb. Schikin) geboren. Er wurde auf den Namen Fanciscus de Paula Melchior Johannes Nepomuk im Stephansdom getauft. Fälschlicherweise gab Franz von Zahlheim seinen eigenen Geburtstag bei Befragungen (vermutlich aus eigener Unwissenheit) stets falsch an, wodurch sein Alter auf Flugschriften und seinem Todesurteil nicht mit seinem eigentlichen übereinstimmen. Zudem hatte er einen älteren Bruder namens Josef (ca. 1753–1793), der Doktor für Medizin an der Universität Wien war. Von Zeitgenossen wurde Franz von Zahlheim als Kind wie folgt beschrieben: 
„(...) ein äußerst leichtsinnig, und kolerischer Junge, in allen seinen Leidenschaften heftig, immer aber mehr ein Spiel der düsteren Affekten, nämlich: des Zorns, Furcht, Schwermuth, als den sanfteren Empfindungen.“
Da seine Mutter neun Tage nach seiner Geburt starb und der Vater mit der Erziehung des Sohnes überfordert war, schickte dieser ihn mit 16 Jahren in eine Jesuitenschule, die den hitzköpfigen Zahlheim jedoch vor allem einschränkte.
Ab April 1776 war Franz von Zahlheim Praktikant und Kanzleianwärter beim Magistrat der Stadt Wien. Man rechnete ihm hohe Karrierechancen an und ab 1783 verdiente er als Kanzleibeamter 400 Gulden im Jahr. Da er jedoch zuvor 8 Jahre lang ohne Einkommen als Praktikant gearbeitet hatte, einige ärztliche Behandlungen wegen Krätze vornehmen lassen musste und einen gehobenen Lebensstil pflegte, reichte das Geld oft nicht aus. Zudem bestand sein Umfeld z. T. aus „schändlichen Kreaturen“ und er verbrachte viel Zeit in Spelunken und beim Glücksspiel.
1776 lernte er Josefa Ambrokin kennen, eine wesentlich ältere („so bei 50 Jahre alt, und ledigen Standes“), ehemalige Prostituierte, die von ihren ansehnlichen Ersparnissen lebte. Sie wohnte neben dem „Großen Waaghaus“, in dem Zahlheim mit seinem Vater lebte. Nach dem Tod des Vaters im Januar 1785, von dem Zahlheim kaum etwas erbte, war er finanziell alleine und musste das Haus räumen. Im selben Jahr versprach Zahlheim Ambrokin die Ehe, jedoch nur um sich ihr Erspartes zu sichern. Einige seiner Schulden bezahlte sie, jedoch weigerte sie sich alle seine Geldnöte abzudecken.

### Mord und Verhaftung

Zahlheims Haus auf der ehemaligen Elendbastei Nr. 1170, in dem er Josefa Ambrokin ermordete (Zeitgenössische Darstellung)

Aufgrund eines schweren Ausschlags war Zahlheim Anfang des Jahres 1786 in einem Spital untergebracht, wobei es ihm schwerfiel, bereits diese Kosten zu bezahlen. Dort wurde er weiter von seinen Gläubigern aufgrund seiner hohen Schulden aufgesucht (1600 Gulden) und geriet immer mehr in Bedrängnis, da man ihm auch mit Schuldgefängnis drohte.
Am 28. Jänner 1786 entwendete er den Schlüssel zur Wohnung Josefa Ambrokins und stahl eine große Summe Bargeld und Bankobligationen (insgesamt über 1800 Gulden). Noch am selben Tag lieh Zahlheim einem befreundeten Kollegen einen großen Teil der Summe und verkaufte die Bankobligationen mit dessen Hilfe. Ambrokin fiel der Diebstahl nicht auf, jedoch beschloss Zahlheim kurz darauf, sie umzubringen, da er hoffte so den Diebstahl verbergen zu können.
Am nächsten Tag lud er Ambrokin zum Frühstück um 9:30 in seine Wohnung ein (damals die Elendbastei Nr. 1170, heute Neutorgasse). Danach ging sie auf seinen Dachboden um sich etwas auszuleihen und räumte diesen zusätzlich auf. Als sie sich dort über eine Truhe lehnte, attackierte sie Zahlheim von hinten und schnitt ihr die Kehle mit einem Küchenmesser durch. Josefa Ambrokin war sofort tot. Anschließend versteckte er die Leiche in jener Truhe. Am gleichen Tag bezahlte er die Hälfte seiner Schulden.
Erst zwei Wochen später wurde Ambrokins Verschwinden bei der Polizei von ihrer Schwester gemeldet und Zahlheim geriet durch sein auffälliges Verhalten schnell in Verdacht. Er wurde daraufhin im Wiener Rathaus u. a. vom Bürgermeister Josef Georg Hörl befragt. Bei der Durchsuchung seiner Wohnung fand man sowohl die Leiche des Opfers als auch den Rest des gestohlenen Bargelds. Kurz darauf gestand Zahlheim die Tat. Seine Überführung hatte vor allem ein Polizeibeamter zu verantworten, der mit Zahlheim im selben Haus wohnte und selbständig Beweise zusammentrug. Der Fall gilt damit als einer der ersten Beispiele von systematischer Polizeiarbeit in Wien.
Als man Zahlheim fragte, was er mit der Leiche vorgehabt hätte, fiel diesem selber keine Antwort darauf ein. Seine Lösung für das Problem war lediglich gewesen, dass er nach zwei Tagen die Truhe mit Vorhängeschlössern verriegelt hatte und den Dachboden nicht betrat. Er zeigte sich über die Tat sehr reuig und gab zu, dass er, obwohl ihm die Schwere seiner Tat bewusst war, diese leichtsinnig übereilt hatte.

## Urteil und Hinrichtung

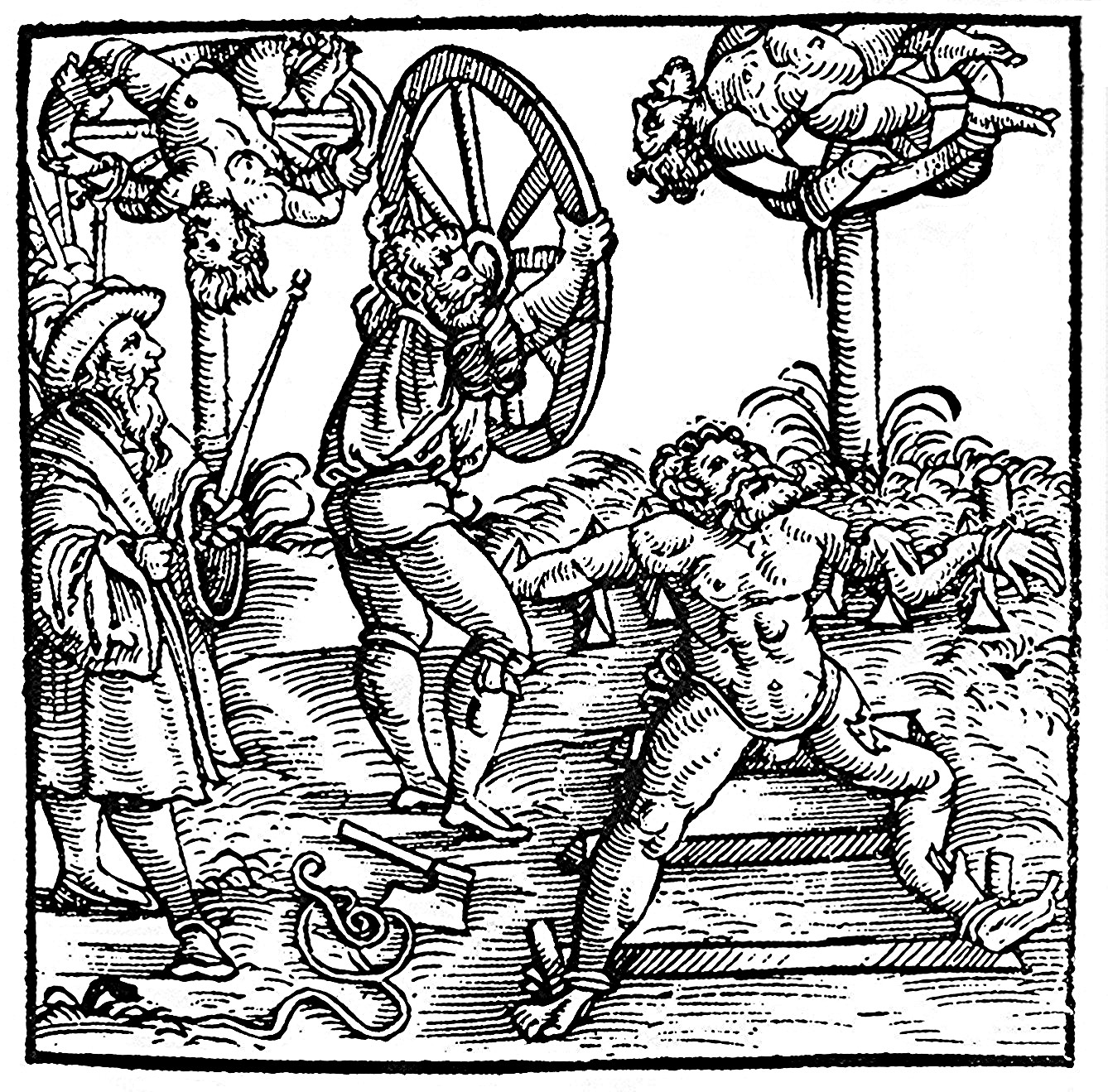
Mittelalterlicher Holzschnitt mit der Darstellung des Räderns (Augsburg 1586). Zahlheim wurde auf diese Art gerädert, wobei der Henker ein Rad auf den Verurteilten fallen ließ, an dem eine scharfe Schneide angebracht worden war.

Joseph II. hatte beim Antritt seiner Regentschaft die Todesstrafe abgesetzt. Jedoch wurde am 9. März 1781 beschlossen, allerdings nicht öffentlich kundgemacht, dass die Todesstrafe zwar ausgesprochen, jedoch nicht vollzogen werden dürfe. Erst wenn die Akten der obersten Justiz zugeschickt werden, könne dieser Entschluss mit der Zustimmung dieser vollzogen werden. Aufgrund der Brutalität der Tat und der Tatsache, dass der Täter ein Adliger und Beamter war, wurde im Falle Zahlheims eine Ausnahme gemacht. Auch die Häufung von Morden an Frauen war in dieser Zeit gestiegen, und der Kaiser sah sich nach zwei Tagen Bedenkzeit dazu gezwungen ein Exempel zu statuieren. Dies war der erste zivile Fall und gleichzeitig letzte unter Josephs Regentschaft und lief damals noch unter dem Strafgesetzbuch Maria Theresias von 1768.
Zahlheim wurde am 6. März 1786 wegen schweren Diebstahl, Meuchel- und Freundesmord zum Tod durch das Rad verurteilt. Zudem wurde ihm der Adelstitel aberkannt. Schockiert von dem Urteil soll Zahlheim in Ohnmacht gefallen sein und, als er wieder zu Bewusstsein gekommen war, gesagt haben: „So hält Kaiser Joseph also sein Wort!“. Obwohl Zahlheim heftigen Protest einlegte, wurden von vornherein sämtliche Gnadengesuche abgelehnt.
Am 10. März 1786 wurde Zahlheim zur Richtstätte am Rabenstein in der Rossau gefahren (heute der Schlickplatz), begafft von Tausenden Schaulustigen. Auf der Fahrt dorthin brannte man ihm mit einer glühenden Zange zweimal in die Brust. Angekommen wurde er mit Armen und Beinen am Boden festgebunden und gerädert. Dass er, weil er seine Tat gestanden und sich reuig gezeigt hatte, als „Gnade“ von oben nach unten gerädert wurde, ist nicht dokumentarisch überliefert und somit vermutlich nicht geschehen. Nach Eintritt des Todes wurde sein Körper auf ein zweites Rad gebunden und aufgestellt, wobei man zusätzlich einen Galgen darüber befestigte, um den schweren Diebstahl zu symbolisieren. Sein Kopf wurde auf einem Pfahl daneben positioniert.
Zahlheims Kopf wurde für wissenschaftliche Zwecke mumifiziert und ist heute im Wiener Kriminalmuseum ausgestellt.

### Mögliche Strafmilderung
Nach der Hinrichtung häuften sich die Vorwürfe, Zahlheim zu hart bestraft und eine bestehende Strafmilderung ignoriert zu haben. Laut Gustav Brabée (1822–?) hätten mehrere (humanistisch betrachtete) Faktoren dafür gesprochen, dass Zahlheim nicht vollkommen zurechnungsfähig gewesen sei und die durch dessen eigene Aussagen und Verhaltensmuster begründet seien:
- Zahlheim antwortete auf essenzielle Fragen falsch oder gar nicht, so z. B. die Frage nach seinem korrekten Alter, oder warum er einen Adelstitel tragen würde.
- Die auffällige Spontaneität des Mordes und die Annahme, damit einen Raub verstecken zu können, ferner seine „stümperhafte Vorgehensweise und Planlosigkeit“. Alleine, dass seine Tat von Gier getrieben war, würde dessen sehr subtiles Wesen unterstreichen.
- Die in Flugschriften popularisierte Annahme, Zahlheim hätte völlig skrupellos den Mord begangen, stellte sich als fehlerhaft heraus. Zahlheim zögerte und brauchte mehrere Anläufe, um sein Opfer zu überraschen. Danach wäre ihm übel geworden und er hätte schlecht schlafen können. Dies würde jedenfalls dagegen sprechen, dass Zahlheim nochmals zu einer solchen Tat in der Lage wäre.
- Anstatt alle Schulden von dem gestohlenen Geld zu bezahlen, beglich Zahlheim nur die Hälfte und kaufte sich von einem Großteil des übrigen Geldes  „reichlich Schnick-Schnack“ in Form von Alltags- und Modegegenständen. Zudem dessen unbedachter Umgang mit Geld im Allgemeinen.
- Im Gefängnis soll Zahlheim einen Polizisten ernsthaft, aber naiv gefragt haben, ob ein Brandmark auf den Wangen weh tun würde, in der Annahme, mit einem solchen bestraft zu werden.

Bis ins 20. Jahrhundert sprach man bei solch ähnlichen Fällen von einer Monomanie, die Zahlheims plötzlichen Entschluss des Diebstahls und Mordes zu erklären versuchten. Viele dieser Faktoren führt Brabée auch auf ein mangelndes logisches und nicht weit gehendes Denken zurück. Ein umfangreiches und genaueres Urteil über Zahlheims Psyche wäre aus moderner, psychologischer Perspektive, aufgrund der nicht stattgefundenen Untersuchungen zu dessen Lebzeiten, jedoch kritisch zu betrachten.

### Reaktionen
Aus der Hinrichtung Zahlheims wurde durch Flugblätter und Zeitungen ein Medienspektakel inszeniert, zu dem mehr als 3000 Menschen kamen. Obwohl das Urteil von der Bevölkerung mehrheitlich als gerecht angesehen wurde, waren viele über die Brutalität der Hinrichtung entsetzt und noch mehr über das schaulustige Verhalten mancher Bürger.

Besonders viel Kritik kam von deutschen aufgeklärten Intellektuellen. Der Jurist Johann Jacob Fezer positionierte sich bereits 1786 gegen die Handhabung des Angeklagten Zahlheim deutlich:
„Von allen Seiten mit Schuld überhäuft, die er nicht zu thilgen weiß; von den Gläubigern allenthalben gequält; in der Angst, seine Ehre für immer zu verlieren... Wie müssen all diese düsteren Ideen auf sein schwarzes Temperament wirken, wie müssen diese Vorstellungen einen Weichling seiner Art beugen, bis zur Verzweiflung bringen! - Denkt euch in diese Situation, ihr wohlgemästeten Herren Blutrichter! (...) Denkt euch in diese schröckliche Situation, ihr, die ihr mit einem Menschenleben wie mit einem Federballe herumwerfet: und wenn ihr es gethan habt, dann werft den ersten Stein auf Zahlheim!“
Zeitgleich wurde der Fall Paul Reiningers verhandelt, dem sogenannten „Herzlfresser“, der sechs junge Frauen vergewaltigt und brutal ermordet haben sollte. Anders als Zahlheim wurde dieser nicht zum Tod, sondern zu Stockschlägen und Gefängnis verurteilt. Dass dieser mit dem Leben davongekommen war, Zahlheim jedoch auf eine so „bestialische Art das Leben lassen musste“ ist einer der Haupt-Kritikpunkte Brabées, der dies in seinem Vor- und Nachwort, in der von ihm zusammengestellten Aktensammlung über den Prozess Zahlheims, erläutert.
Mit der Einführung eines neuen Strafgesetzbuches 1787 wurde die Todesstrafe, u. a. wegen der Empörung über Zahlheims Räderung unter Joseph II. abgeschafft.

## Rezeption
Noch bis Ende des 19. Jahrhunderts war der Prozess um Zahlheim im kollektiven Gedächtnis der Österreicher und bekam so u. a. den Spitznamen „dernière roué de l'autriche“ (franz. das letzte Rad Österreichs). Die häufige Diskussion um Zahlheims Hinrichtung führte zudem dazu, dass man seine Straftat häufig verharmloste oder sogar sein Opfer, Josefa Ambrokin, ignorierte.  Neben einigen Geister- und Schauergeschichten sowie Volkslegenden gab es auch eine Vielzahl an heute zum Teil unbekannten Dramen und literarischen Verarbeitungen. Zu den heute noch einsehbaren Werken gehören:
- Johann Jacob Fezer veröffentlichte kurz nach Zahlheims Hinrichtung 1786 den Aufsatz Beweis daß Zalheim als ein Opfer der Unwissenheit seiner Richter und durch Gewalt des Stärkern hingerichtet worden (Digitalisat). Kurz nach der Veröffentlichung wurde die Schrift in Österreich verboten, erfreute sich jedoch trotzdem weiterhin, unter der Ladentheke, großer Beliebtheit.
- Wilhelm Ludwig Wekherlin widmete ebenfalls eine Ausgabe seiner Zeitschrift Das Graue Ungeheuer 1786, in der er ebenfalls die Hinrichtung stark kritisierte (Digitalisat).
- Franz Gräffers 1848 erschienene Josephinische Curiosa. Die Hinrichtung Zahlheims wird hier in einem eigenen Kapitel nacherzählt.
- Adolf Bäuerle 1856 veröffentlichter, fünfbändige Kriminalroman Zahlheim. Dieser stützt sich zwar auf historische Tatsachen und Fakten, beschreibt viele Ereignisse jedoch sehr frei und ausgeschmückt.
- Eduard Breiers Sittengemälde Die Rosenkreuzer in Wien aus dem Jahr 1863.
- Gustav Brabée sammelte zu seiner Zeit sämtliche Originalakten zusammen und fasste sie in Kriminal-Prozess Zalheimb. Josephinische cause celebre. 1786. Mitteilungen saemmtlicher hierauf bezüglicher Original-Acten, Wien 1870 (Digitalisat) zusammen. Besonders bemerkenswert ist hierbei dessen eigene Schlussbetrachtung, in der dieser sehr sachlich und argumentativ die Sache aus verschiedenen Positionen beleuchtet.